# 青岛地铁6号线
青岛地铁6号线是中华人民共和国山东省青岛市轨道交通的一条地铁线路。该线是青岛市西岸城区（青岛经济技术开发区）连接原胶南城区的半环线路，也是青岛市第一条自动驾驶线路。

## 线路
6号线全长约44.6 km，是全国首条列车自主运行TACS系统应用示范线，全部位于黄岛区。线路起自青岛西站，线路贯穿青岛西海岸新区，串联了青岛西海岸交通商务区、青岛海洋高新区、灵山湾影视文化产业区、青岛经济技术开发区、青岛国际经济合作区五大功能区。一期工程为灵山湾站至横云山路站，线路长度30.762 km，其中地下线30.696 km，过渡段0.066 km。抓马山车厂为综合维修中心、物资总库与车辆段，并设有主变电站。二期工程为灵山湾站至青岛西站，全长13.85 km，全部为地下线，共设10座车站。

## 车站
6号线沿途共设31座车站，其中6座为换乘车站。一期工程建设21座（灵山湾站至横云山路站），均为地下站。二期工程起于青岛西站，止于一期工程灵山湾站（不含），设10座车站，均为地下站。
| 编号 | 暂定名称             | 站型           | 站间距 （m） | 换乘线路   |
| ---- | -------------------- | -------------- | ------------ | ---------- |
| 601  | 青岛西站             | 地下两层侧式   |              | 青岛西站   |
| 602  | 海西路               | 地下两层岛式   |              |            |
| 603  | 东岳路               | 地下两层岛式   |              |            |
| 604  | 灵山湾路             | 地下两层岛式   |              |            |
| 605  | 琅琊台路             | 地下两层岛式   |              |            |
| 606  | 双珠路               | 地下两层岛式   |              | 西海岸快线 |
| 607  | 薛家灘               | 地下两层岛式   |              |            |
| 608  | 朝阳山路             | 地下两层岛式   |              |            |
| 609  | 海南路               | 地下两层岛式   |              |            |
| 610  | 红树林               | 地下两层岛式   |              |            |
| 611  | 灵山湾               | 地下两层岛式   |              |            |
| 612  | 辛屯                 | 地下三层岛式   |              | 西海岸快线 |
| 613  | 华山                 | 地下两层岛式   |              |            |
| 614  | 星海滩路             | 地下三层岛式   |              |            |
| 615  | 赵家庙（影视产业园） | 地下两层岛式   |              |            |
| 616  | 毛家山（黄海学院）   | 地下两层岛式   |              |            |
| 617  | 西门外               | 地下两层岛式   |              |            |
| 618  | 北门外               | 地下两层岛式   |              |            |
| 619  | 王家港               | 地下两层双岛式 |              | 1号线      |
| 620  | 九顶山               | 地下两层岛式   |              |            |
| 621  | 钱塘江路（青职学院） | 地下两层岛式   |              |            |
| 622  | 扒山（滨海学院）     | 地下两层       |              | 12号线     |
| 623  | 青大附院西海岸院区   | 地下两层岛式   |              |            |
| 624  | 港头                 | 地下两层岛式   |              | 21号线     |
| 625  | 薛家泊子             | 地下三层岛式   |              | 2号线      |
| 626  | 马家楼               | 地下两层岛式   |              |            |
| 627  | 抓马山               | 地下两层岛式   |              |            |
| 628  | 青岛九中（幸福小镇） | 地下两层岛式   |              |            |
| 629  | 河洛埠（中德生态园） | 地下岛式       |              |            |
| 630  | 山王河（福莱社区）   | 地下岛式       |              | 12号线     |
| 631  | 横云山路             | 地下岛式       |              |            |

## 运营
2024年4月26日，6号线一期开通运营。

## 车辆
中车青岛四方机车车辆为青岛地铁6号线制造了29列/174辆B1型列车（制造商型号SFM118，青岛地铁内部型号M0600），全列为4动2拖计6节编组。首列正式运营列车（车号M0601）于2023年3月31日运抵抓马山车厂。5月8日，首列电客车成功完成热滑，之后正式进入列车动调阶段，开始在抓马山车厂内的试车线上试运行。
这款列车采用不锈钢车体，车体外观与4号线列车类似，但侧面涂装改以黑色为主，淡蓝色为辅的腰线。车头装饰有青岛地铁标志，列车编组号位于车头下方近车钩位置。每列车的两端都拥有紧急出口，与4号线列车一致。列车使用的转向架型号为SDB-140（QD6）型，为无摇枕式空气弹簧转向架。每节车厢配备4对内嵌式车门，在行驶中能带来更好的密闭性。列车的全自动车钩、制动控制装置、辅助控制单元由中车制动系统提供；列车空调系统预计由金鑫美莱克提供；乘客信息系统方面，采用由北京贝能达提供的动态电子地图，以及由NEC提供的车厢电视显示屏及电子广告显示屏。车厢连接处设有LED走字屏，惟头尾驾驶室上方未设有走字屏。
此外要特别指出的是，6号线的试验列车（与正式运营列车不是一个型号，且外观及设备不一致，并且带有驾驶室）早于2019年开始生产，并于2020年完成厂内测试。

## 沿革
2011年底编制完成《青岛市城市轨道交通近期建设规划》（2013-2018年）并上报国家发改委审批，其中地铁6号线被纳入本期建设规划。
2013年11月28日，国家发改委印发了《关于青岛市城市轨道交通近期建设规划（2013-2018年）的通知》(发改基础[2013]2405号)，批复了包含地铁6号线一期工程在内的3个项目。
2015年8月，青岛市地铁工程建设指挥部办公室组织编制完成《青岛市城市轨道交通线网规划调整》（2015年），涉及地铁6号线，其中2020年方案为一期（朝阳山站～中韩园区站，33.1km），远景年方案为全线。
2016年3月8日，铁道第三勘察设计院集团有限公司发布了《青岛市地铁6号线一期工程环境影响报告书》。11月14日，青岛市环境保护局发布《青岛市地铁6号线一期工程（辛屯路站~生态园站）环境影响报告书》的批复（青环审[2016]26号）。
2019年6月，青岛地铁6号线一期工程发布变更环境影响分析报告书，对局部线路走向和敷设方式进行调整，并增设车站1座。
2019年12月16日，青岛地铁6号线一期工程正式开工建设。
2022年7月2日，青岛地铁6号线二期工程正式开工建设。。
2023年3月3日，青岛地铁6号线一期工程全线洞通。
2023年5月22日，青岛地铁6号线一期工程全线轨通。
2023年6月25日，青岛地铁6号线一期工程正式车站站名公布。
2023年7月1日，青岛地铁6号线一期工程全线电通。
2023年7月7日，青岛地铁6号线一期工程全线通信通。
2023年9月12日，青岛地铁6号线一期工程开始进行动车调试。
2023年9月16日，“青岛地铁6号线列车自主运行系统（ TACS ）示范工程展示会” 在青岛召开，参会嘉宾赴横云山路站参观智慧车站及TACS设备室并进行试乘体验。
2023年11月23日，青岛地铁6号线一期工程开始进行空载试运行。
2024年3月15日，在山东省交通运输厅、市住房城乡建设局监督指导下，青岛市地铁六号线有限公司组织召开青岛地铁6号线(一期)工程竣工验收会并顺利通过。
2024年4月14日，青岛地铁6号线一期工程顺利通过了为期4天的初期运营前安全评估。
2024年4月26日上午10:16，青岛地铁6号线一期开通运营。